# Breece Hall
Breece Hall (Omaha, 31 maggio 2001) è un giocatore di football americano statunitense che milita nel ruolo di running back per i New York Jets della National Football League (NFL).

## Carriera

### New York Jets
Al college Hall giocò a football alla Iowa State University dove fu premiato per due volte come All-American. Fu scelto nel corso del secondo giro (36º assoluto) del Draft NFL 2022 dai New York Jets.

#### Stagione 2022
Hall debuttò subentrando nella gara del primo turno contro i Baltimore Ravens correndo 6 volte per 23 yard. La settimana successiva, nella vittoria sui Cleveland Browns, segnò il suo primo touchdown su ricezione su passaggio del quarterback Joe Flacco. Nel quarto turno corse 66 yard e segnò la prima marcatura su corsa, venendo premiato come rookie della settimana. Sette giorni dopo corse 91 yard, ne ricevette 100 e segnò un touchdown nella vittoria sui Miami Dolphins. Nel sesto turno Hall fu premiato sia come running back della settimana e di nuovo come rookie della settimana dopo avere corso 116 yard e un touchdown nella vittoria in casa dei Green Bay Packers. La sua promettente stagione si interruppe bruscamente nel settimo turno contro i Denver Broncos, dove si era messo in evidenza nel primo quarto con un touchdown su corsa di 62 yard ma poi, durante il secondo quarto di gioco, riportò un infortunio al legamento crociato anteriore che gli fece chiudere l'annata.

#### Stagione 2023
Hall tornò in campo nel Monday Night Football del primo turno della stagione 2023 correndo 127 yard nella vittoria ai tempi supplementari sui Buffalo Bills. Seguirono tre prove senza acuti dopo di che corse 177 yard e segnò il primo touchdown stagionale nella vittoria della settimana 5 sui Denver Broncos, prestazione che gli valse il riconoscimento di running back della settimana. Nell'ultima giornata corse 37 volte per 178 yard, entrambi nuovi primati personali, con un touchdown da 50 yard in quella che fu la prima vittoria dei Jets sui New England Patriots dopo 15 sconfitte consecutive.

## Statistiche

### Stagione regolare
| Stagione | Stagione | Stagione | Stagione | Corse | Corse | Corse | Corse | Corse | Ricezioni | Ricezioni | Ricezioni | Ricezioni | Ricezioni | Fumble | Fumble |
| Anno     | Squadra  | P        | PT       | Ten.  | Yard  | Media | Max   | TD    | Ric.      | Yard      | Media     | Max       | TD        | Fum    | Persi  |
| -------- | -------- | -------- | -------- | ----- | ----- | ----- | ----- | ----- | --------- | --------- | --------- | --------- | --------- | ------ | ------ |
| 2022     | NYJ      | 7        | 2        | 80    | 463   | 5,8   | 62    | 4     | 19        | 218       | 11,5      | 79        | 1         | 1      | 1      |
| Totale   | Totale   | 7        | 2        | 80    | 463   | 5,8   | 62    | 4     | 19        | 218       | 11,5      | 79        | 1         | 1      | 1      |

Fonte: Football Database

Statistiche aggiornate alla stagione 2022

## Palmarès
- Running back della settimana: 2

6ª del 2022, 5ª del 2023
- Rookie della settimana: 2

4ª e 6ª del 2022